# Vicente Fraiz Andón
Vicente Fraiz Andón (Silleda, 1859-Santiago de Compostela, 1 de julio de 1919) fue un maestro y pedagogo gallego.

## Trayectoria
Después de ejercer algún tiempo el magisterio, se marchó a La Habana, donde realizó el doctorado en Filosofía y Letras, organizó las enseñanzas del centro de estudios Concepción Arenal do Centro Galego y puso en marcha diversas iniciativas a favor de la cultura gallega. Regresó a Galicia, fijando su residencia en Santiago de Compostela, y se ganó la plaza de director de la Escuela Normal de Santiago de Compostela. Organizó el Certamen Pedagógico de 1906, el Congreso Nacional de Enseñanza Primaria en 1909 y desarrolló una amplia labor para la mejora de las escuelas rurales y de formación de maestros.
Vicente Fraiz presidió a principios de los años diez la comisión para obtener recursos y aportaciones a la construcción del monumento a Rosalía de Castro, que se inauguró el 25 de julio de 1917.
Es autor de un número importante de obras relacionadas con la enseñanza y colaboró en diversas publicaciones pedagógicas.
Hay una calle en Santiago a su nombre.

## Obras
Estas fueron sus obras publicadas:
- Compendio de psicología
- El ahorro como medio de afianzar el equilibrio social y como procedimiento educativo que oriente y garantice el problema de los retiros de la clase obrera
- Labor pedagógica del Certamen de Santiago, conteniendo todos los trabajos premiados
- Enseñanza popular